# 12 Korpus Zmechanizowany (ZSRR)
12 Korpus Zmechanizowany (ros. 12-й механизированный корпус) – wyższy związek taktyczny wojsk zmechanizowanych Armii Czerwonej okresu II wojny światowej.

## Formowanie i działania bojowe
Formowanie Korpusu rozpoczęto w lutym 1941 roku w Nadbałtyckim Specjalnym Okręgu Wojskowym.
W chwili ataku Niemiec na ZSRR 12 KZmech. znajdował się w składzie 8 Armii Frontu Północno-Zachodniego w okolicach Szawl na terenie Litwy. Korpus uczestniczył w czerwcu – lipcu 1941 w walkach na terenie republik nadbałtyckich oraz w okolicach Nowogrodu. Resztki Korpusu zostały wycofane na tyły ok. 12 lipca 1941 roku. 1 sierpnia 1941 został wykazany w składzie Frontu Północnego.
12 Korpus został oficjalnie rozformowany 25.08.1941 roku.

## Dowódcy korpusu
- gen. mjr Nikołaj Szestopałow[1] – 11.03.1941 – 27.06.1941,
- płk Iwan Riazincew – 28.06.1941,
- gen. mjr Konstantin Komissarow – 30.06.1941,
- płk Willi Grynberg – 01.07.1941 – 13.07.1941,
- kombrig Iwan Korownikow – 14.07.1941 – 25.08.1941.

## Struktura organizacyjna
Skład 22 czerwca 1941 roku
- 23 Dywizja Pancerna,
- 28 Dywizja Pancerna,
- 202 Dywizja Zmotoryzowana[1],
- 10 pułk motocyklowy,
- oddziały korpuśne:
  - 380 samodzielny batalion łączności,
  - 47 samodzielny zmotoryzowany batalion saperów,
  - 112 korpuśna eskadra lotnicza,
  - 688 polowa kasa Gosbanku,
  - 790 poczta polowa[potrzebny przypis].

### Wyposażenie
22 czerwca 1941 12 Korpus zmechanizowany miał na stanie:
- 806 czołgówCITEREFKorpusy Zmechanizowane statystyka, w tym:
  - 242 BT-7
  - 497 T-26, w tym 10 z miotaczami płomieni (chemiczne),
  - 41 Vickers E,
  - 6 Fiat 3000,
  - 6 Renault FT,
  - 13 tankietek (brak danych dot. typu),
- 96 samochodów pancernych, w tym:
  - 23 BA-10,
  - 73 BA-20,
- 288 armat i moździerzy,
- 199 ciągników,
- 2945 samochodów.